# 6030-as busz
A 6030-es jelzésű autóbuszvonal helyközi autóbuszjárat Siófok és Balatonföldvár között, melyet a MÁV Személyszállítási Zrt. lát el.

## Közlekedése
Egy járat közlekedik iskolai előadási napokon. Menetideje 27 perc, útvonalának hossza 16,3 km.

## Megállóhelyei
| 0  | Balatonföldvár, Központi Autóbusz-váróterem végállomás | 1174, 1177, 1499, 1592, 1593, 1742 5906, 5916, 6035, 6038, 6040, 6041, 6042, 6043, 6051, 6072, 6072 |
| 1  | Balatonföldvár, Mátyás király utca                     | 1174, 1499, 1592, 1593, 1742 5906, 5916, 6035, 6038, 6040, 6041, 6042, 6043, 6051 |
| 4  | Balatonföldvár, szántódi elágazás                      | 1174, 1177, 1499, 1592, 1593, 1742 5906, 5916, 6035, 6038, 6040, 6041, 6042, 6043, 6051, 6101 |
| 5  | Szántód, Szántódpuszta                                 | 5906, 5916, 6035, 6038, 6040, 6041, 6042, 6043, 6051 |
| 6  | Zamárdi, Csap utca                                     | 1499, 1592, 1742 5906, 5916, 6035, 6038, 6040, 6041, 6042, 6043, 6051 |
| 7  | Zamárdi, vasúti megállóhely                            | 1174, 1177, 1499, 1592, 1593, 1708, 1742 5906, 5916, 6016, 6035, 6038, 6040, 6041, 6042, 6043, 6051, 6053, 6101 személyvonat, sebesvonat, Déli<-parti InterRégió, Déli->parti InterRégió, Balaton InterCity, Tópart InterCity, Agram-Tópart nemzetközi InterCity |
| 8  | Zamárdi, Felső vasútállomás                            | 1174, 1593 5906, 5916, 6016, 6035, 6038, 6040, 6041, 6042, 6043, 6051, 6053 személyvonat, sebesvonat, Déli<-parti InterRégió, Déli->parti InterRégió |
| 9  | Zamárdi, Endrédi patak                                 | 1174, 1593 5906, 5916, 6016, 6035, 6038, 6040, 6041, 6042, 6043, 6051, 6053 |
| 10 | Siófok, (Balatonszéplak) Alsó vasúti megállóhely       | 1 1174, 1593 5906, 5916, 6016, 6035, 6038, 6040, 6041, 6042, 6043, 6051, 6053 személyvonat, sebesvonat, Déli<-parti InterRégió, Déli->parti InterRégió |
| 11 | Siófok, (Balatonszéplak) Felső vasúti megállóhely      | 5, 6, 8, 18 1174, 1593 5906, 5916, 6016, 6035, 6038, 6040, 6041, 6042, 6043, 6051, 6053 személyvonat, sebesvonat, Déli<-parti InterRégió, Déli->parti InterRégió |
| 12 | Siófok, Fokihegyi iskola                               | 5, 8 1174, 1593 5906, 5916, 6016, 6035, 6038, 6040, 6041, 6042, 6043, 6051, 6053 |
| 13 | Siófok, kórház                                         | 4, 6, 7, 8, 14A, 18 1174, 1592, 1593, 1742 5906, 5916, 6016, 6035, 6038, 6040, 6041, 6042, 6043, 6051, 6053, 6101 |
| 14 | Siófok, Városháza                                      | 1, 4, 5, 6, 7, 8, 14A, 18 1174, 1593 5439, 5578, 5906, 5916, 5917, 6010, 6011, 6015, 6016, 6018, 6035, 6038, 6040, 6041, 6042, 6043, 6051, 6053, 6101, 8274 |
| 15 | Siófok, Dózsa György utca                              | 3, 14A 1593 5906, 5916, 5917, 6008, 6010, 6015, 6016, 6018, 6035, 6038, 6040, 6041, 6042, 6043, 6051, 6053, 7324, 7325, 8325, 8326 |
| 16 | Siófok, autóbusz-állomás végállomás                    | 1, 2, 2A, 3, 4, 5, 6, 7, 8, 14A, 18 1172, 1174, 1177, 1499, 1563, 1564, 1592, 1593, 1740, 1742 5439, 5608, 5906, 5916, 5917, 6008, 6010, 6011, 6015, 6016, 6018, 6035, 6038, 6040, 6042, 6043, 6051, 6053, 6101, 7324, 8228, 8274, 8325 személyvonat, sebesvonat, Déli<-parti InterRégió, Déli->parti InterRégió, Balaton InterCity, Tópart InterCity, Agram-Tópart nemzetközi InterCity, Adria nemzetközi InterCity |